# マテイ・カジースキ
マテイ・カジースキ（ブルガリア語: Матей Казийски、1984年9月23日 - ）は、ブルガリアの男子バレーボール選手。ポジションはアウトサイドヒッター。元ブルガリア代表。

## 来歴
ソフィア出身。
両親共に元ブルガリア代表のバレーボール選手で、父親は1988年ソウルオリンピック代表。両親共にナショナルチームの選手ということもあり、本人もバレーを正式に始めたのはいつだか覚えていないという。
15歳でブルガリアのクラブチームで正式にプレーするようになると、早くもジュニアの代表入り。17歳でシニア代表になると、セッターとして2002年世界選手権代表に選出される。しかし、直前になってコーチとの考え方の違いにより代表を辞退した。

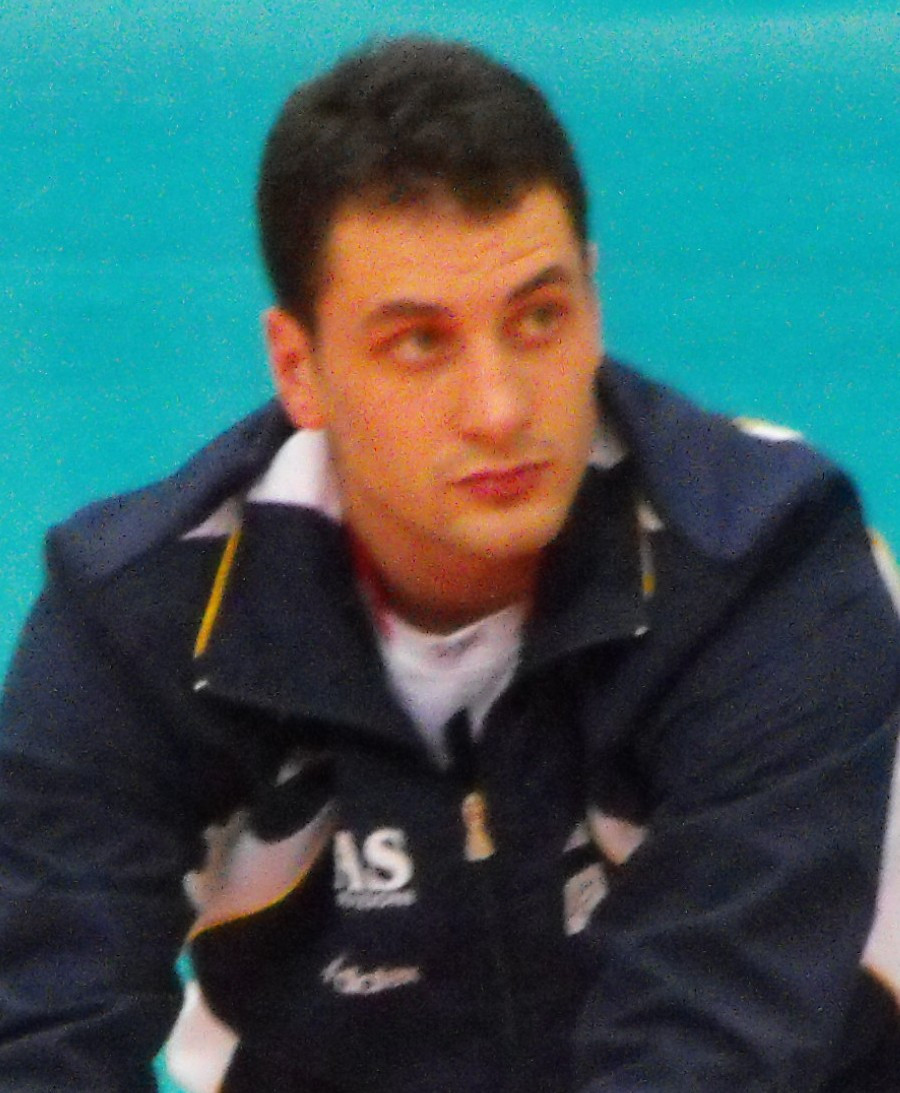
マテイ・カジースキ

オポジット、センター、レフトといろいろなポジションを経験してきているが、身長202cmの大型アウトサイドヒッターとしての才能が開花した2004年ワールドリーグでベストサーバー賞を受賞。2006年ワールドリーグでベストスパイカー賞を受賞した。
2006年世界選手権では27点（1セットあたり0.63本）のサーブポイントを決め、ベストサーバーとなった。また、スパイク139点、ブロック13点など179点をあげスコア総合5位の活躍し、この大会でブルガリアに世界選手権20年ぶりの銅メダルへと導いた。
2007年ワールドカップにおいても銅メダル獲得に貢献し、翌2008年北京オリンピックに出場した。
2009年世界クラブ選手権ではトレンティーノ・バレーの初優勝に貢献し、MVPとベストスパイカー賞を獲得した。
2015年8月5日、日本のVプレミアリーグ・ジェイテクトSTINGSはマテイの入団を発表した。
2020年6月9日、ジェイテクトはマテイの退団を発表。2020-2021年シーズンはイタリアセリエAのヴェローナ・バレーでプレーしている。

## 球歴
ナショナルチーム代表歴
- オリンピック - 2008年（5位）
- 世界選手権 - 2006年（銅メダル）、2010年  (7位)
- ワールドカップ - 2007年（銅メダル）
- ワールドリーグ - 2004年（4位）、2006年（4位）

クラブチーム優勝歴
- セリエA1- 2008年
- ロシアリーグ - 2006年

## 所属クラブ
- スラヴィア・ソフィア （2000-2002年）
- Lukoil Neftochimic Bourgas （2002-2004年）
- スラヴィア・ソフィア （2004-2005年）
- ディナモ・モスクワ （2005-2007年）
- トレンティーノ・バレー （2007-2013年）
- ハルクバンク・アンカラ （2013-2014年）
- アル・ラーヤンSC （2014年）
- トレンティーノ・バレー （2014-2015年）
- ジェイテクトSTINGS （2015-2016年）
- トレンティーノ・バレー （2016年）
- ジェイテクトSTINGS （2016-2018年）
- Stocznia Szczecin （2018年）
- ヴェローナ・バレー （2018-2019年）
- ジェイテクトSTINGS （2019-2020年）
- ヴェローナ・バレー （2020年）
- ヴェローナ・バレー （2020-2021年）
- トレンティーノ・バレー （2021-2023年）
- パワーバレー・ミラノ （2023年-）